# 高井正憲
高井 正憲（たかい まさのり、1948年3月13日 - ）は、日本のフリーアナウンサー・団体役員。元テレビ朝日アナウンサー。

## 来歴・人物
新潟県見附市生まれ。見附市立見附小学校、東京都立城北高等学校から日本大学芸術学部放送学科を卒業後、1971年4月1日に、日本教育テレビ（NET、現在のテレビ朝日）へ入社。当時は新潟県出身者が在京民放キー局のアナウンサーになる事自体が珍しく、NETでは前年に入社したさとう一声に次いで2人目だった。局内で最も長くアナウンス室に在籍していたNET時代からのアナウンサーだったが、2004年に番組審査室の室長となりアナウンサー職を離れた。2008年3月、テレビ朝日を定年退職。
退社後はフリーアナウンサーとして活動の他、社会福祉法人テレビ朝日福祉文化事業団事務局長、社会福祉法人朝日新聞厚生文化事業団の理事も務めていた。現在は芸能事務所のサンミュージックプロダクションとマネジメント契約を結んでいる。
長男はNHKアナウンサーの高井正智。他に娘がおり、更に孫もいる。

## 出演番組

### テレビ朝日在籍時
代表で務めた報道・情報・ワイドショー番組
| 期間                          | 期間                        | 番組名                 | 役職                             |
| ----------------------------- | --------------------------- | ---------------------- | -------------------------------- |
| 1972年10月                    | 1973年3月                   | 13時ショー             | サブ司会                         |
| 1973年8月                     | 1974年3月                   | アフタヌーンショー     | サブ司会                         |
| 1982年10月                    | 1984年9月                   | こんにちは2時          | サブ司会                         |
| 1984年10月1987年1月1989年10月 | 1986年9月1989年3月1993年3月 | ANNニュースライナー    | 平日担当キャスター               |
| 1985年10月                    | 1986年9月                   | ANNニュースレーダー    | 平日関東ローカルパートキャスター |
| 1986年10月                    | 1986年12月                  | モーニングショー       | サブ司会                         |
| 1989年4月                     | 1989年9月                   | ニュースシャトル       | メインキャスター                 |
| 1993年4月                     | 1994年9月                   | ザ・ニュースキャスター | 『ANNニュース』担当キャスター    |
| 1994年10月                    | 1997年9月                   | お昼のN天ワイド        | 『ANNニュース』担当キャスター    |
| 1997年10月                    | 1999年3月                   | ワイド!スクランブル    | 『ANNニュース』担当キャスター    |

その他
- 歌だギンギン（1977年4月 - 9月） - 全26週
- スーパーJチャンネル（『Jのこだわり』→『まさかの社会学』コーナー） - いずれも平日での放送
- ロンドンハーツ（『惚れず嫌い王決定戦』コーナー）
- 極楽とんぼのとび蹴りヴィーナス（進行）
- 極楽とんぼのとび蹴りゴッデス（進行）
- リングの魂（ナレーター）
- 人生の楽園（ナレーター） - いかりや長介の体調不良で急遽起用された。また、いかりやの一時復帰・正式降板後、西田敏行が2代目ナレーターに就任するまでの1ヶ月間、代役としても起用
- 氷点（2001年版？）
- 裸の少年（進行）
- ベスト30歌謡曲（出演時期不明）

### テレビ朝日退職後
- 噂にならないトップニュース（2008年7月13日放送） - 『サンデープレゼント』枠で放送
- HERO第2期（フジテレビ、2014年7月・9月、第1話・最終第11話ニュース番組のコメンテーター 役）
- このミステリーがすごい! ベストセラー作家からの挑戦状「黒いパンテル」（TBS、2014年12月29日）
- サタミンエイト（テレビ神奈川、2016年4月 - 10月、中継リポーター[17]）

## 出演映画
- 風が吹くとき（1986年）アナウンサー 役 - 映画吹き替え
- 雪の花（2009年）アナウンサー 役
- シン・ゴジラ（2016年）[18]

## 関連人物

### 同期アナウンサー
- 銅谷志朗[19]
- 三浦智和